# Artigas (tỉnh)

Artigas Artigas là một tỉnh của Uruguay, giáp biên giới với tỉnh Entre Ríos của Argentina và bang Rio Grande do Sul của Brasil. Tỉnh này có diện tích
11.928 km², dân số là 78.019 người. Người. Tỉnh lỵ đóng ở Artigas. Uruguay.

## Thông tin dân số
Theo điều tra dân số năm 2004, có 78.019 người và 21.907 hộ trong tỉnh này. Số người bình quân mỗi hộ là 3,2. Cứ mỗi 100 nữ giới, có 100,4 nam giới.
- Tỷ lệ tăng dân số: 0,113% (2004)
- Tỷ lệ sinh: 19.36 số người được sinh/1.000 người (2004)
- Tỷ lệ tử vong: 7,46 số người chết/1.000 người
- Tuổi bình quân: 27,3 (25.6 Nam giới, 28,8 Nữ giới)
- Tuổi thọ bình quân(2004):

- Tỷ lệ con/bà mẹ: 2,77 con/bà mẹ
- Thu nhập đầu người ở thành thị (các thành phố có 5.000 người hoặc hơn): 2.928,1 peso/tháng

### Các trung tâm đô thị chính
(Các thị xã hoặc các thành phố với 1.000 dân hoặc hơn Dân số đăng ký - số liệu từ cuộc điều tra dân số năm 2004, trừ phi nêu khác đi)
| Thành phố/Thị xã | Dân số |
| ---------------- | ------ |
| Artigas          | 41.687 |
| Baltasar Brum    | 2.472  |
| Bella Unión      | 13.187 |
| Las Piedras      | 2.164  |
| Pintadito        | 1.487  |
| Tomás Gomensoro  | 2.818  |

### Các làng và thị xã, thị trấn khác
Allende, Artigas, Baltasar Brum, Bella Unión, Bernabe Rivera, Brigadier General Diego Lamas, Camano, Campamento, Cuaro, Fagundez, Javier de Viana, La Bolsa, Las Piedras, Paguero,Palma, Palma Sola, Paso del Leon, Piedra Pintada, Pintado Grande, San Gregorio, Sarandi de Cuaro, Tamandua, Taruman, Tomas Gomensoro, Topador, Tres Cerros, Yacot.
Bản mẫu:Tỉnh Uruguay